# Colobogaster seximpressa
Colobogaster seximpressa es una especie de escarabajo del género Colobogaster, familia Buprestidae. Fue descrita científicamente por Théry en 1911.